# Ultimatum (gruppo musicale)
Gli Ultimatum sono una band statunitense christian metal originaria di Albuquerque, nel Nuovo Messico, fondata da Robert Gutierrez e Steve Trujillo nel 1992.

## Discografia
- Fatal Delay (demo, 1993)
- Symphonic Extremities (1995) - Juke Box Media
- Puppet of Destruction (1998) - Rowe Productions
- The Mechanics of Perilous Times... (2001) - Gutter Records, Massacre Records
- ...til the End! (EP, 2006) - Roxx Productions
- Into the Pit (2007)

## Formazione

### Formazione attuale
- Scott Waters - voce
- Robert Gutierrez - chitarra
- Sean Griego - batteria
- Rob Whitlock - basso

### Ex componenti
- Augustine Ortiz - chitarra
- Steve Trujillo - chitarra
- Tom Michaels - basso
- Mike Lynch - batteria